# Insalebria
Insalebria is een geslacht van vlinders van de familie snuitmotten (Pyralidae), uit de onderfamilie Phycitinae.

## Soorten
- I. kozhantshikovi Filipjev, 1924
- I. serraticornella (Zeller, 1839)